# Трамвай Опатии
Трамвай Опатии (хорв. Tramvajski promet u Opatiji) — трамвайная система. существовавшая в городе Опатия с 1908 по 1933 года. Ширина колеи составляла 1000 миллиметров.

## История
Проект постройки трамвая Опатии появился ещё в 1892 году. Тогда предполагалось связать вокзалы на города Матульи и Ловран. Но проект не был воплощён в связи с тем, что шум и дым от движения трамвая грозил причинить неудобства туристам, а следовательно — серьёзно навредить туристическому бизнесу города.
Спустя 8 лет всё таки началось строительство трамвайной линии. 9 февраля 1908 года 12-километровый маршрут был запущен. Маршрут проходил от вокзала на город Матульи до побережья. Как правило багаж доставлялся в отдельном вагоне. Летом использовались открытые вагоны.
31 марта 1933 года трамвайная линия была закрыта. Рельсы были сняты, а некоторые вагоны были переданы в Любляну.

## Галерея

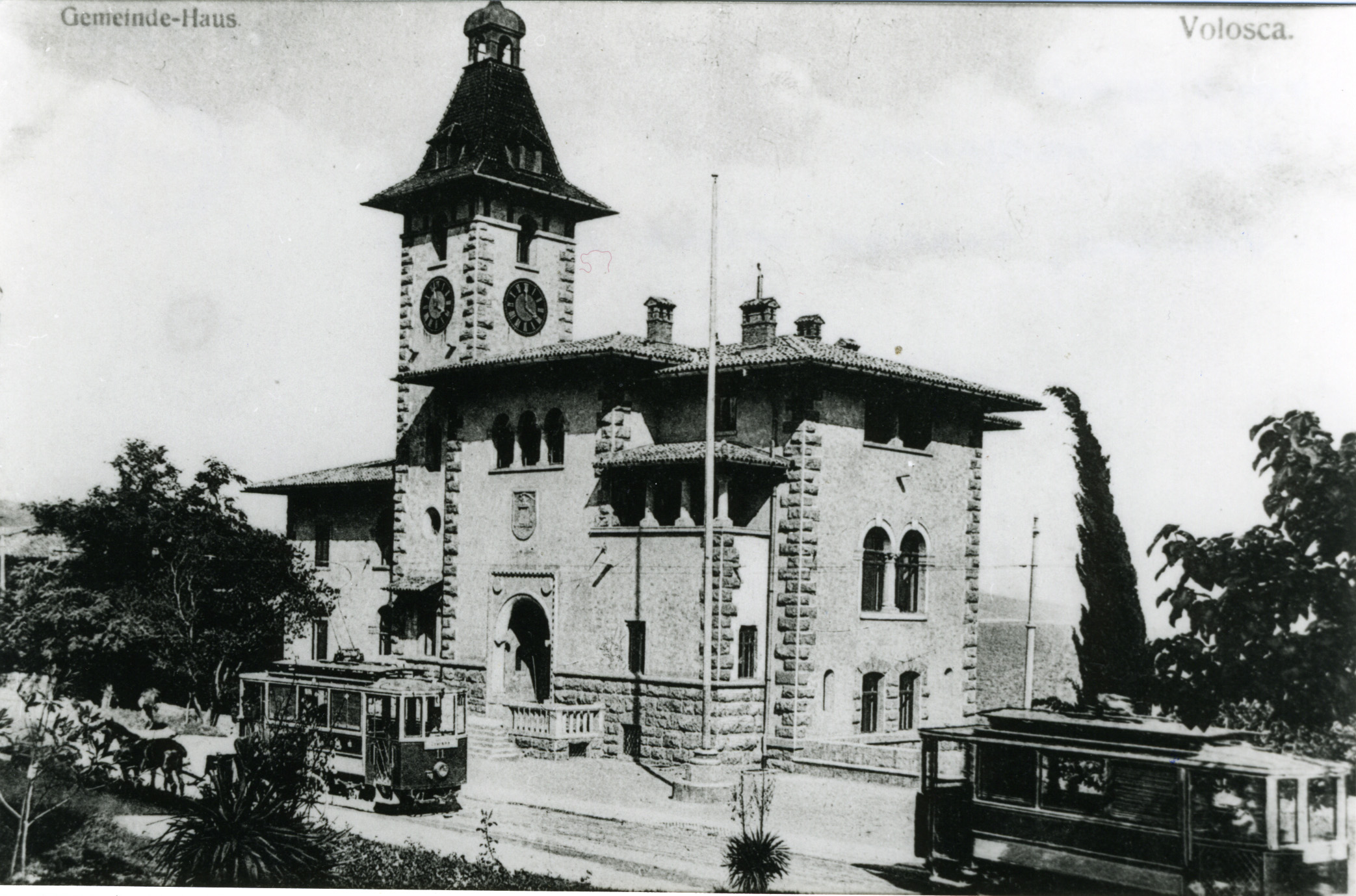
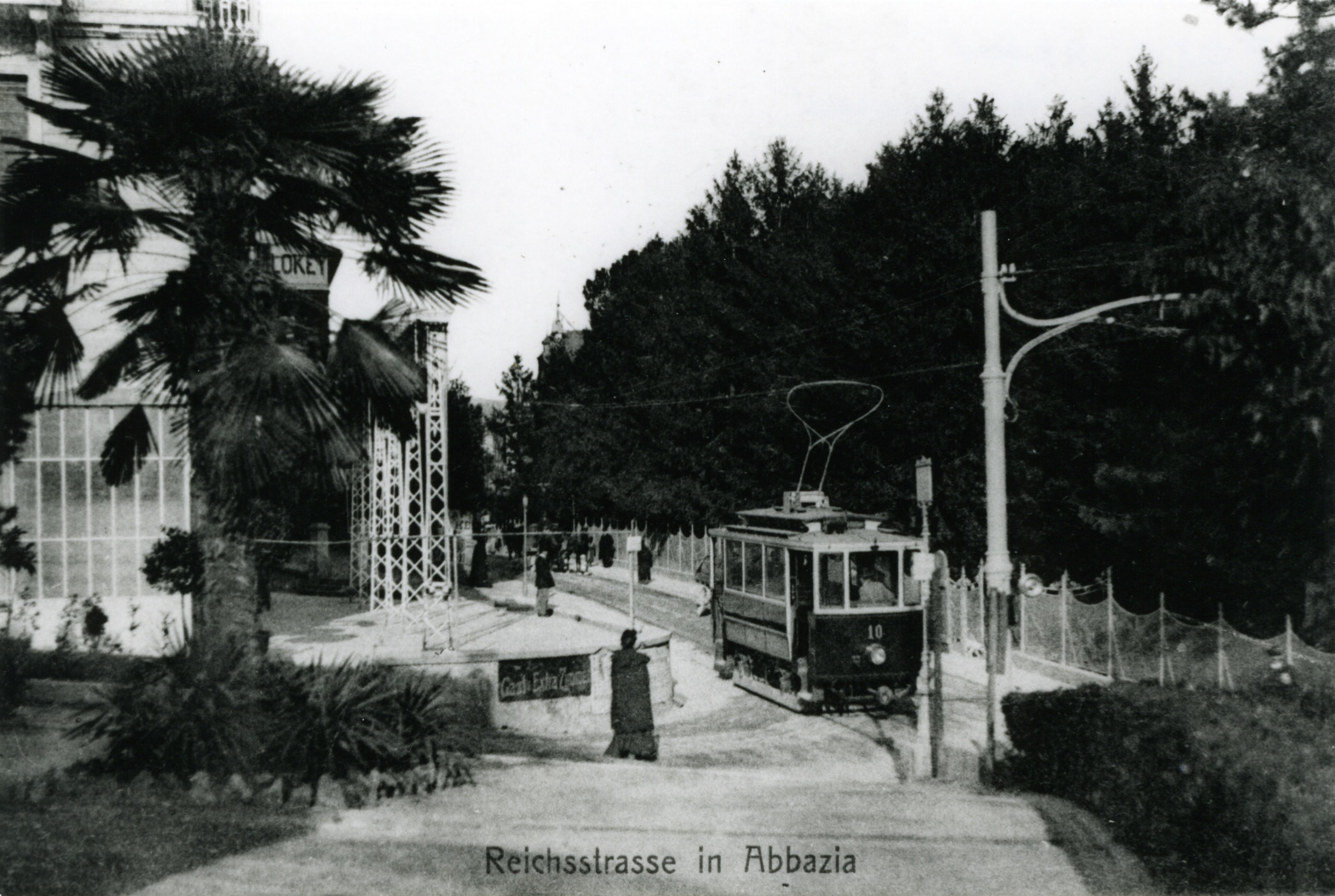
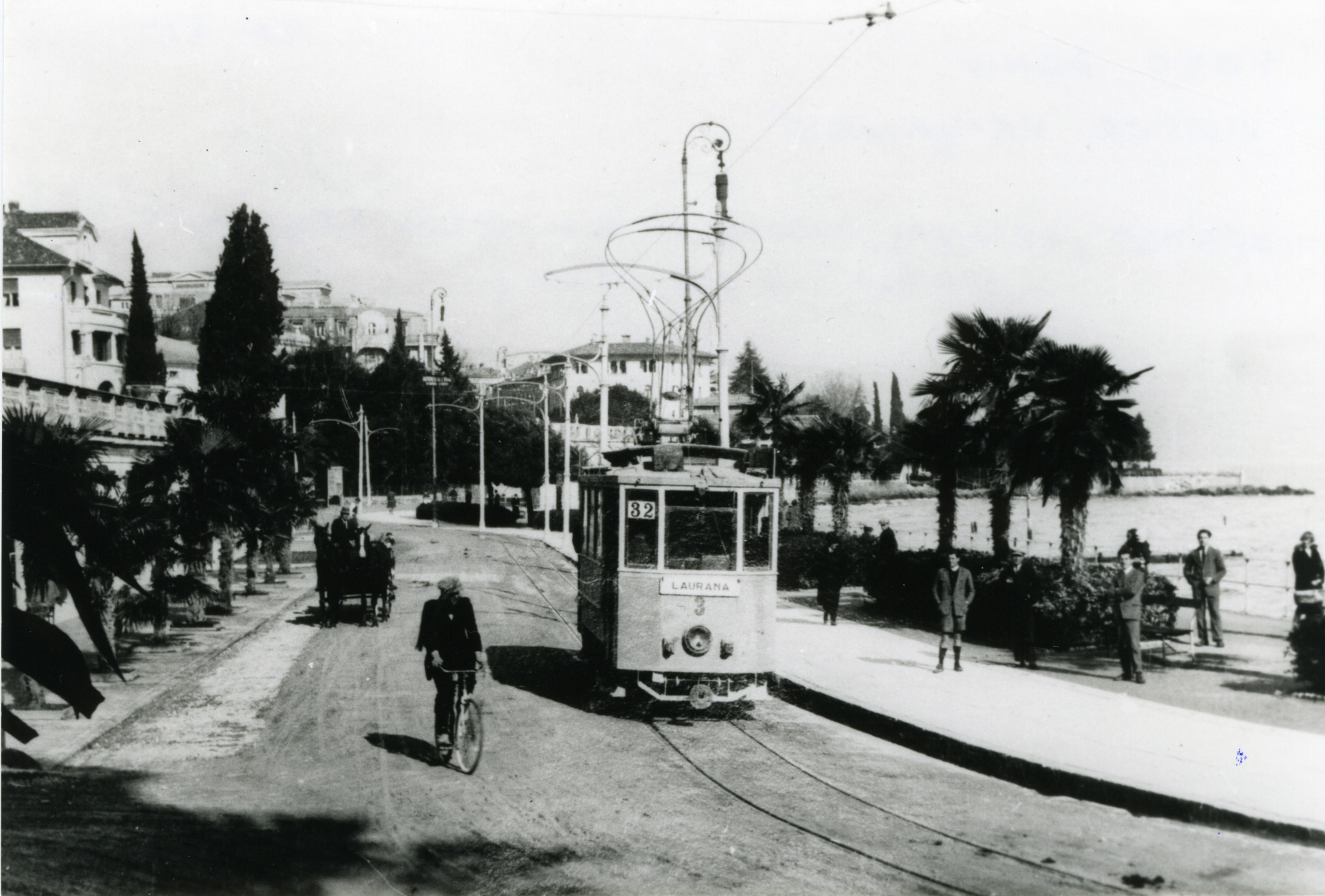
На набережной